# タージ・ホテルズ・リゾーツ&パレス
タージ・ホテルズ・リゾーツ＆パレス（Taj Hotels Resorts and Palaces）は、11か国でホテルを展開する高級ホテルチェーン。

## 概要

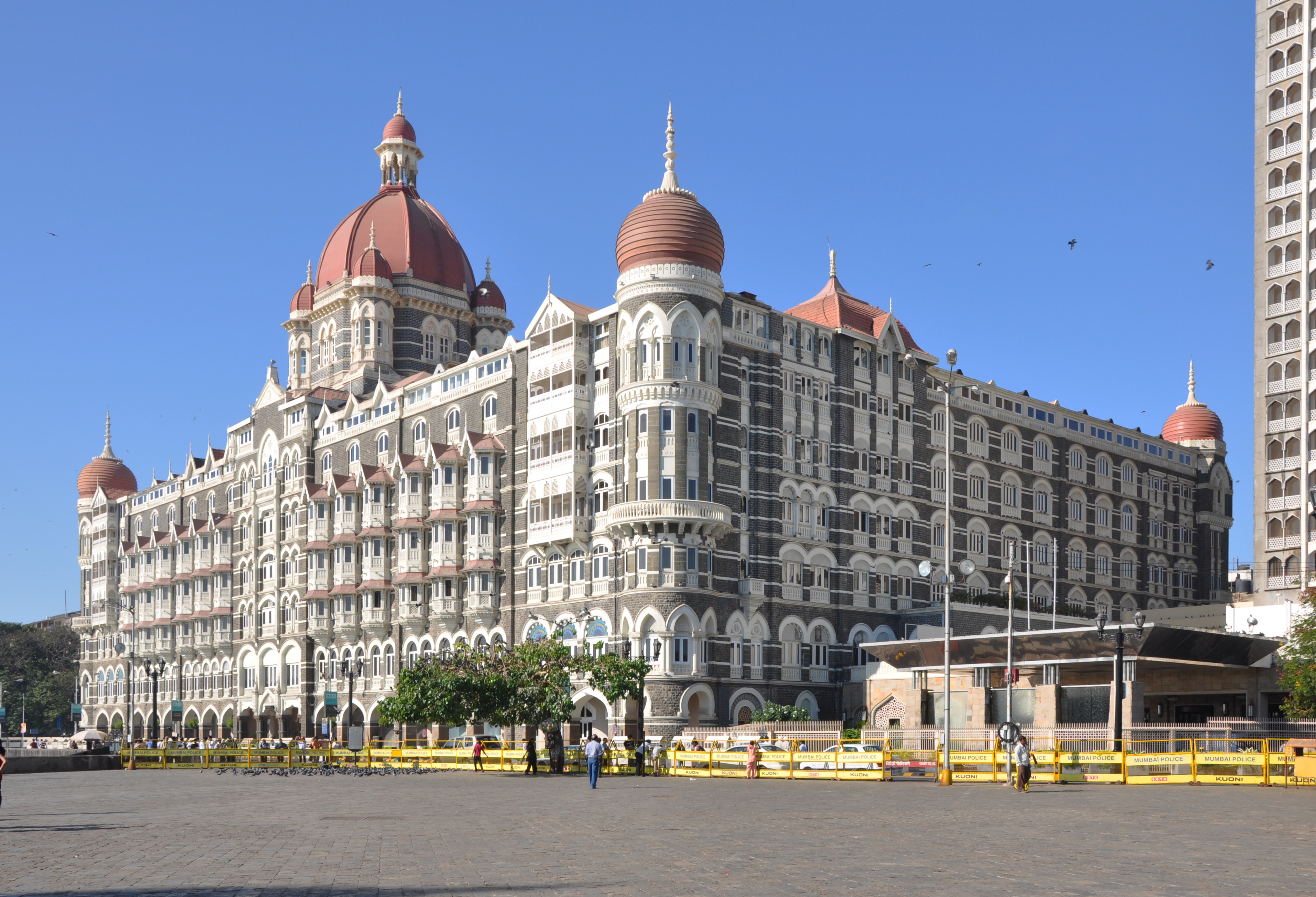
タージマハル・ホテル(インド・ムンバイ)

タージ・ホテルズはタタ・グループの企業で、1903年12月16日にタージ・マハル・パレス＆タワーをタタ・グループの創始者であるジャムセットジ・N・タタがムンバイで開業したことに始まる。
2008年11月26日のムンバイ同時多発テロにおいて、 タージ・マハル・パレス＆タワーがテロリストに占領された。

## ブランド
- タージ（Taj）
- タージエキゾチカ（Taj Exotica）
- タージサファリ（Taj Safaris）
- プレミアムホテル（Premium Hotels）
- ゲートウェイホテル（The Gateway Hotel）
- ジンジャー（Ginger）
- Kuchesar Fort

## ホテル所在地

### アジア

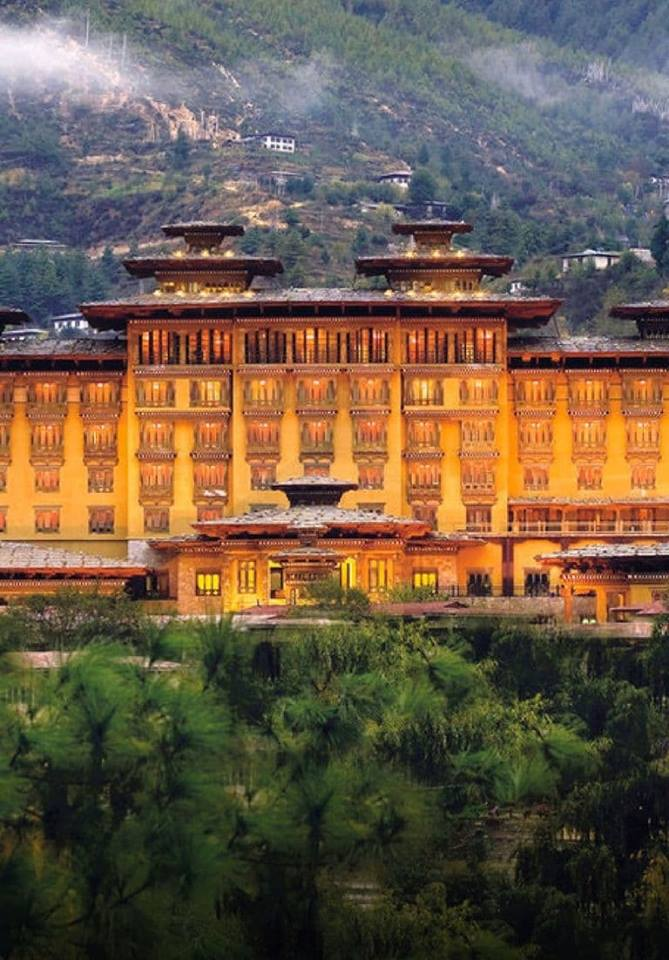
タージ・タシ(ブータン・ティンプー)

- インド
  - アーグラ
  - アーメダバード
  - アウランガーバード 
  - バーラーガート
  - バンダウガル国立公園
  - バンガロール
  - カリカット
  - チャンディーガル
  - チェンナイ
  - チッカマガルール
  - コチン
  - クンヌール
  - イェルナークラム
  - ゴア
  - グワーリヤル
  - ハイデラバード
  - ジャイプル
  - ジャイサルメール
  - ジョードプル
  - カジュラーホー
  - コルカタ
  - コバラム
  - クマラコム
  - ラクナウ
  - マドゥライ
  - マンガロール
  - ムンバイ
  - ナーシク
  - ニューデリー
  - ウーッティ
  - パンナー
  - ペンチ国立公園
  - プネー
  - サワーイー・マードープル
  - スラト
  - トリヴァンドラム
  - ウダイプール
  - ヴァドーダラー
  - ワーラーナシー
  - バルカラ
  - ヴィジャヤワーダ
  - ヴィシャーカパトナム

- マレーシア
  - ランカウイ

- スリランカ
  - コロンボ
  - ベントタ

- モルディブ

- ブータン
  - ティンプー

### 中東
- アラブ首長国連邦
  - ドバイ

### オセアニア
- オーストラリア
  - シドニー

### 北アメリカ
- アメリカ合衆国
  - ニューヨーク
  - ボストン
  - サンフランシスコ

### ヨーロッパ
- イギリス
  - ロンドン

### アフリカ
- モーリシャス

- ザンビア
  - ルサカ